# Gmina Suç
Gmina Suç (alb. Komuna Suç) – gmina  położona w środkowej części Albanii. Administracyjnie należy do okręgu Mat w obwodzie Dibra. W 2011 roku populacja gminy wynosiła 2716 w tym 1332 kobiet oraz 1384 mężczyzn, z czego Albańczycy stanowili 97,02% mieszkańców, Romowie stanowią 1,33%.
W skład gminy wchodzi pięć miejscowości: Kurdari, Kuqelaj, Suç, Skëndera, Kujtim.